# Мёд поэзии

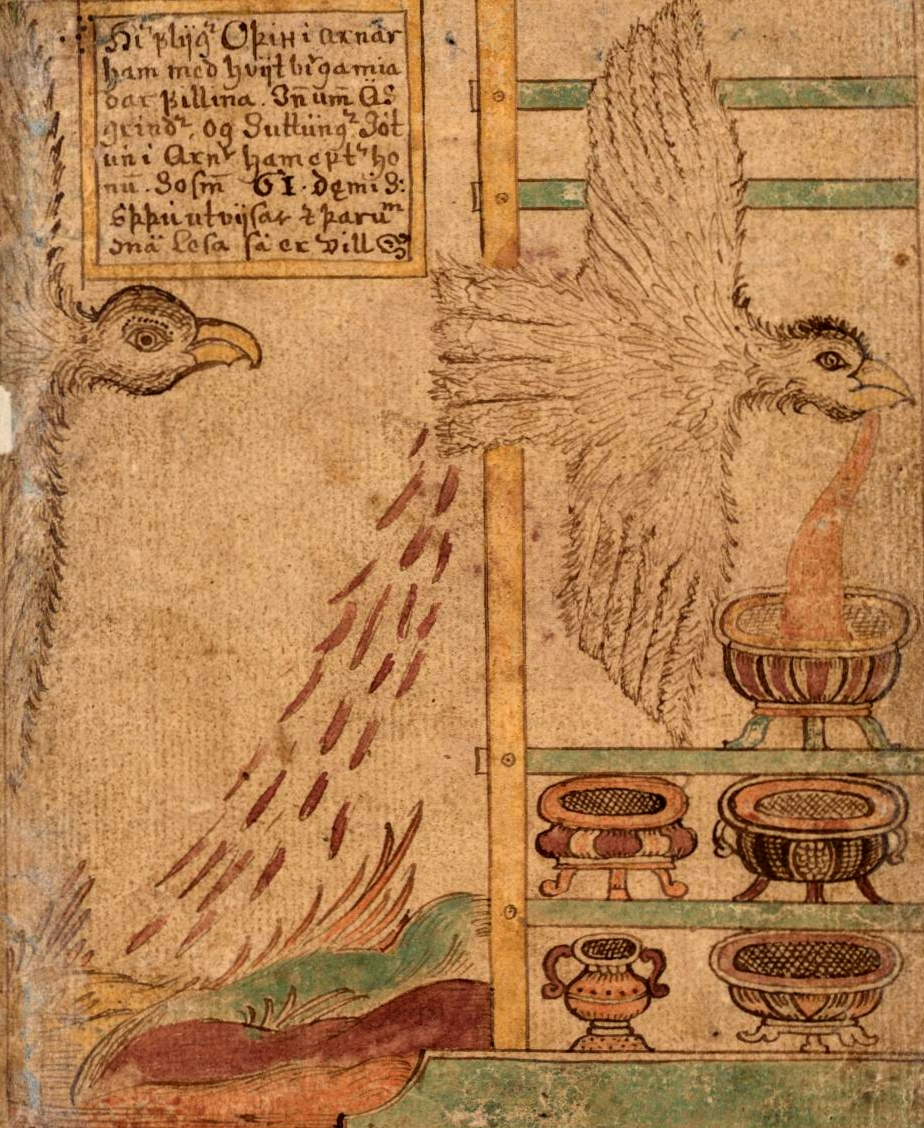
Похищение мёда поэзии. Иллюстрация в издании Младшей Эдды XVIII в.

Мёд поэ́зии, поэтический мёд — в германо-скандинавской мифологии напиток, глоток которого наделял поэтическими способностями.
По легендам этот напиток был изготовлен из крови Квасира двумя братьями-гномами Фьяларом и Галаром. Ради сохранения тайны этого напитка братья убили великана Гиллинга, но старший сын Гиллинга Гуттунг забрал у них «мёд поэзии», как выкуп за смерть отца. Один с помощью Бауги, младшего брата Гуттунга, проник в пещеру, где Гуттунг прятал напиток. Соблазнив Гуннлед, дочь Гуттунга, охранявшую «мёд», Один похитил все запасы напитка. Гуттунг, узнав о пропаже, отправился в погоню, но Один, превратившись в орла, успел добраться до Асгарда, правда по дороге некоторое количество напитка вытекло из его заднего прохода. В Асгарде Один наполнил напитком большой золотой сосуд и отдал его своему сыну, богу поэтов Браги.
Считается, что подлинное поэтическое искусство бывает только у тех, кого боги им наделяют. А та часть мёда, которую пролил Один, стала достоянием бездарных поэтов.
- Сома
- Хаома
- Кикеон